# Julio Genaro Campillo Pérez
Julio Genaro Campillo Pérez (Santo Domingo; 9 de julio de 1922-Santo Domingo; 1 de junio de 2001), fue un historiador, abogado, periodista, educador y genealogista dominicano. En el sector Invivienda, hay una calle con su nombre. Conocido por ser el creador de la bandera del Poder Judicial de la República Dominicana.

## Infancia y adolescencia
Hijo de Julio Campillo de Hoyos y Dorotea de la Caridad Pérez. Cursó la educación primaria y secundaria en Santiago de los Caballeros.

## Trayectoria
Egresado de la Escuela de Diplomacia de la Secretaría de Relaciones Exteriores (1941) y de la Facultad de Ciencias Jurídicas, de la Universidad de Santo Domingo, donde obtuvo el título de Doctor en Derecho.
Inició la carrera de educador en la Escuela Normal de Santiago, posteriormente impartió cátedras de Historia y Derecho en la Universidad Católica Madre y Maestra, y en la Universidad Nacional Pedro Henríquez Ureña.
Fue Vicepresidente y Secretario de la Asociación de Abogados de Santiago, Presidente del Tribunal Disciplinario de la Asociación Dominicana de Abogados de Santo Domingo y Vicepresidente de la Asociación para el Desarrollo del Santo Domingo Oriental. También Presidente del Instituto Dominicano de Genealogía (1992-95) y de la Academia Dominicana de la Historia (1995-2001).
Como funcionario público fue Juez de Paz de Santiago, Regidor del Ayuntamiento de Santiago, Diputado al Congreso Nacional, Secretario de Estado de Industria y comercio, Administrador de la Corporación Dominicana de Empresas Estatales, Miembro de la Junta Central Electoral, Presidente de la Comisión Nacional Técnica Forestal y Juez de la Suprema Corte de Justicia, posición esta última que ocupaba al momento de su muerte.
Sus ensayos de temas históricos y jurídicos fueron divulgados en los periódicos La Información, Listín Diario, Última Hora, El Caribe, Hoy y en la revista Ahora.
En el campo de la historia fue analista e investigador de los procesos electorales y constitucionales dominicanos, áreas en las que publicó numerosas y valiosas obras y artículos periodísticos.
Sus ensayos genealógicos y biográficos sobre los patriotas Ulises Francisco Espaillat, Máximo Grullón Salcedo y Benigno Filomeno Rojas. Son documentos relevantes para la comprensión de la historia independentista y restauradora de la República Dominicana.

## Obras
- Benigno Filomeno de Rojas. Ensayo Biográfico (1965).
- El Grillo y el Ruiseñor (1966).
- Santiago de los Caballeros. Legado hispano-colombino (1977).
- Origen y Evolución de la Junta Central Electoral (1982).
- La constitucionalidad en Santo Domingo (1492 - 1844) (1983).
- Francisco Espaillat. Apóstol de la Democracia (1986)
- Benigno Filomeno Rojas, política y economía (1993).[7][8]